# Hermann Gautier

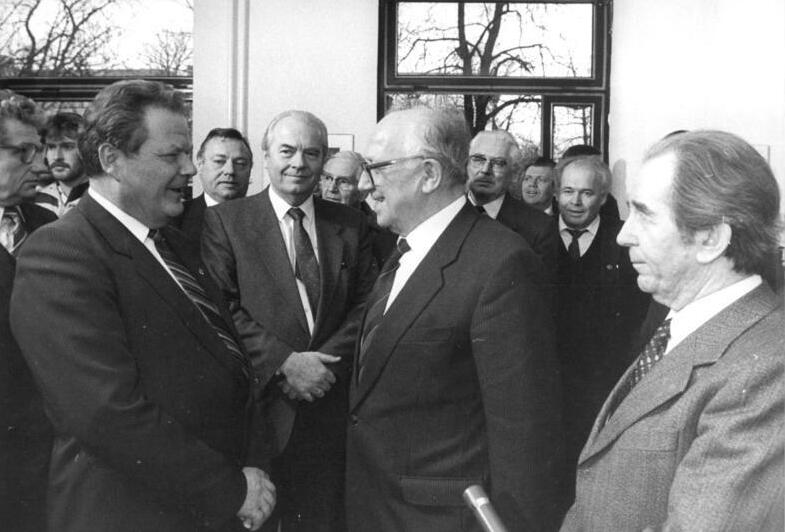
Herbert Mies (l.) begrüßt Horst Sindermann 1986 in der Bonner Vertretung des DKP-Parteivorstandes. Rechts Hermann Gautier, stellvertretender Vorsitzender der DKP

Hermann Gautier (* 25. Juni 1920 in Bremen; † 23. April 2010 ebenda) war ein deutscher Politiker (KPD/DKP). Er war Abgeordneter der Bremischen Bürgerschaft und stellvertretender Vorsitzender der DKP.

## Biografie
Gautier erlernte den Beruf Kaufmännischer Angestellter. Während des Zweiten Weltkriegs wurde er zur Wehrmacht rekrutiert. Als seine Wehrmachtseinheit 1944 vernichtet wurde, befand er sich zufällig auf Hochzeitsurlaub. Später geriet er in Kriegsgefangenschaft.
In der Küche seines Elternhauses entstand 1945 die Kampfgemeinschaft gegen den Faschismus. Dadurch war er seit 1946 in der KPD aktiv tätig. 1946 wurde er Kassierer im Kreisvorstand Bremen, von 1947 bis 1949 war er Jugendsekretär beim KPD-Parteivorstand in Frankfurt am Main, danach übernahm er verschiedene Funktionen in Bremen. Ab 1951 war er 1. Landessekretär der KPD in Bremen und von 1951 bis 1959 Mitglied der Bremischen Bürgerschaft, ab dem 5. Januar 1957 allerdings nur noch mit der Gruppe Unabhängiger Sozialisten (GUS) in der bremischen Stadtbürgerschaft. Nach dem KPD-Verbot durch das Bundesverfassungsgericht setzte er seine Tätigkeit für die KPD fort und wurde Kandidat des Politbüros sowie ab 1962 Vollmitglied des Politbüros. 
Gautier trat zur Bürgerschaftswahl in Bremen 1959 mit der Wählervereinigung gegen atomare Aufrüstung für Frieden und Verständigung (WgaA) an, die aber an der 5 %-Hürde scheiterte. Er beteiligte sich auch an der Gründung der DFU auf Bundesebene. Von Juli 1961 bis Mai 1962 befand er sich in Untersuchungshaft wegen des Verstoßes gegen das KPD-Verbot und 1966 erfolgte eine Verurteilung durch den Bundesgerichtshof zu acht Monaten Gefängnis. 1968 gehörte er zu den Gründern der DKP auf Bundesebene und war ab 1973 deren stellvertretender Parteivorsitzender. Er war in seinen letzten Jahrzehnten für den Sozialverband Deutschland und im Seniorenarbeitskreis der Vereinten Dienstleistungsgewerkschaft (Ver.di) aktiv.
Verheiratet war er mit Hanna Gautier. Sein Sohn Dieter Gautier (* 23. Juni 1946) war lange Zeit stellvertretender Bundesvorsitzender der SDAJ und Ende der 1980er Jahre Leiter des DKP-Bezirks Bremen/Niedersachsen-Nordwest.

## Schriften (Auswahl)
- 1977: Wir Kommunisten und das Grundgesetz.